# Cruz de Jerusalén

Cruz de Jerusalén.

La Cruz de Jerusalén, también denominada Cruz de las Cruzadas, es una cruz heráldica y un símbolo del cristianismo. Se compone de una cruz griega rodeada por otras cuatro cruces de la misma forma y menor tamaño, llamadas crucetas, situadas en cada uno de los cuadrantes delimitados por sus brazos.
El diseño más esquemático de la Cruz de Jerusalén es conocido como "Cruz de las Cruzadas", ya que fue la insignia entregada a los cruzados por el papa Urbano II durante la Primera Cruzada. Esta cruz fue adoptada como símbolo del Reino de Jerusalén. Las cuatro cruces de menor tamaño simbolizan para algunos a los cuatro evangelistas y para otros los cuatro puntos cardinales por los que el mensaje de Cristo se difundió desde Jerusalén. También se considera que las cinco cruces que componen este emblema, representan las cinco heridas que sufrió Jesucristo cuando fue crucificado.
En ocasiones la cruz de mayor tamaño consiste en una cruz recrucetada y en otras se trata de una cruz potenzada, que es la forma más adecuada para representar una Cruz de Jerusalén.
Se representa "de oro", amarillo heráldico, sobre fondo "de plata", blanco o gris heráldico, aunque es frecuente emplear otros esmaltes.

## Carácter Unicode
Se ha establecido un carácter Unicode asociado a este símbolo ☩, U+2629 CRUZ DE JERUSALÉN en la tabla de símbolos pero con forma de cruz potenzada. 

## Galería

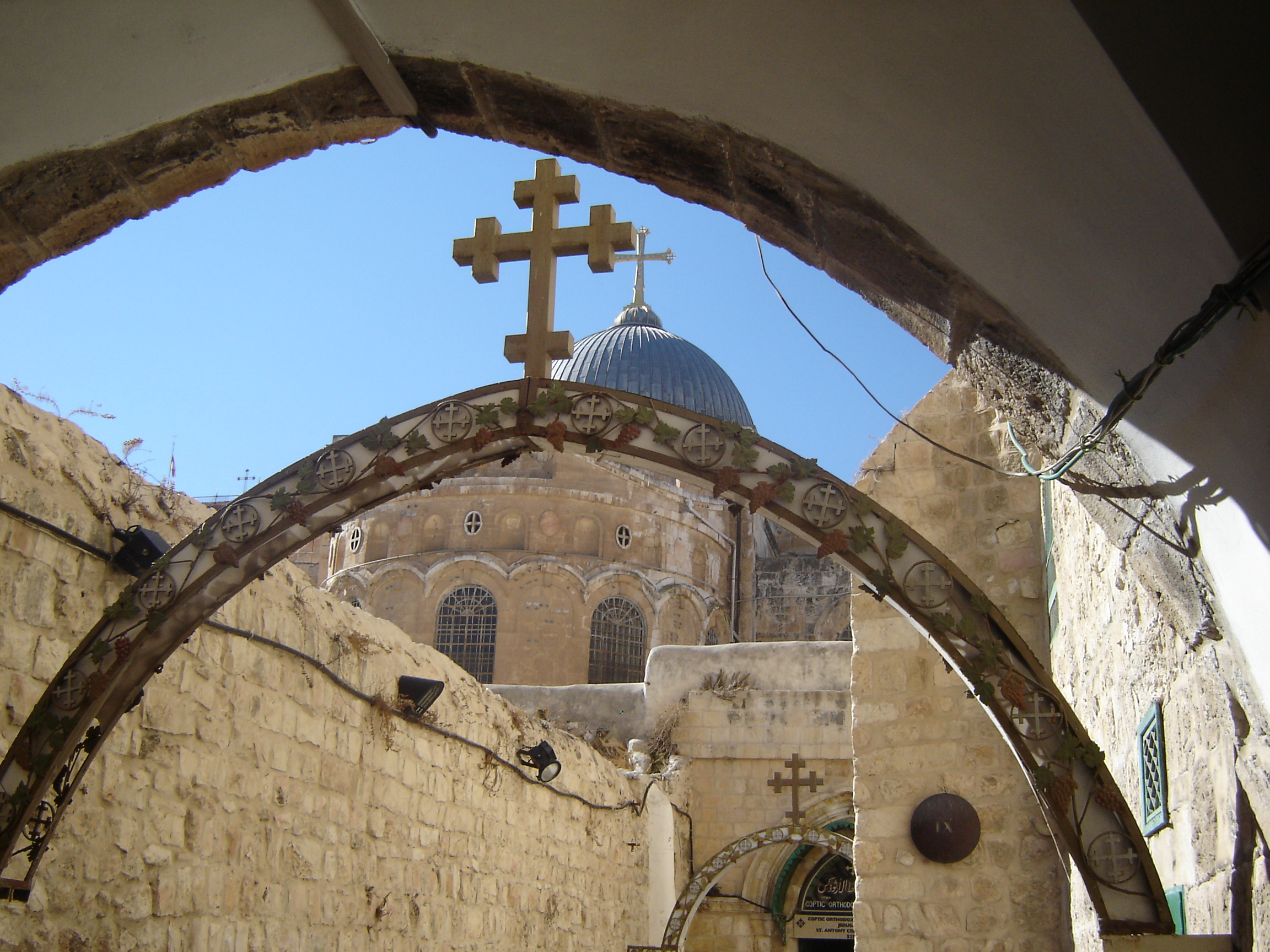
Cruces de Jerusalén en el Barrio Cristiano de Jerusalén.
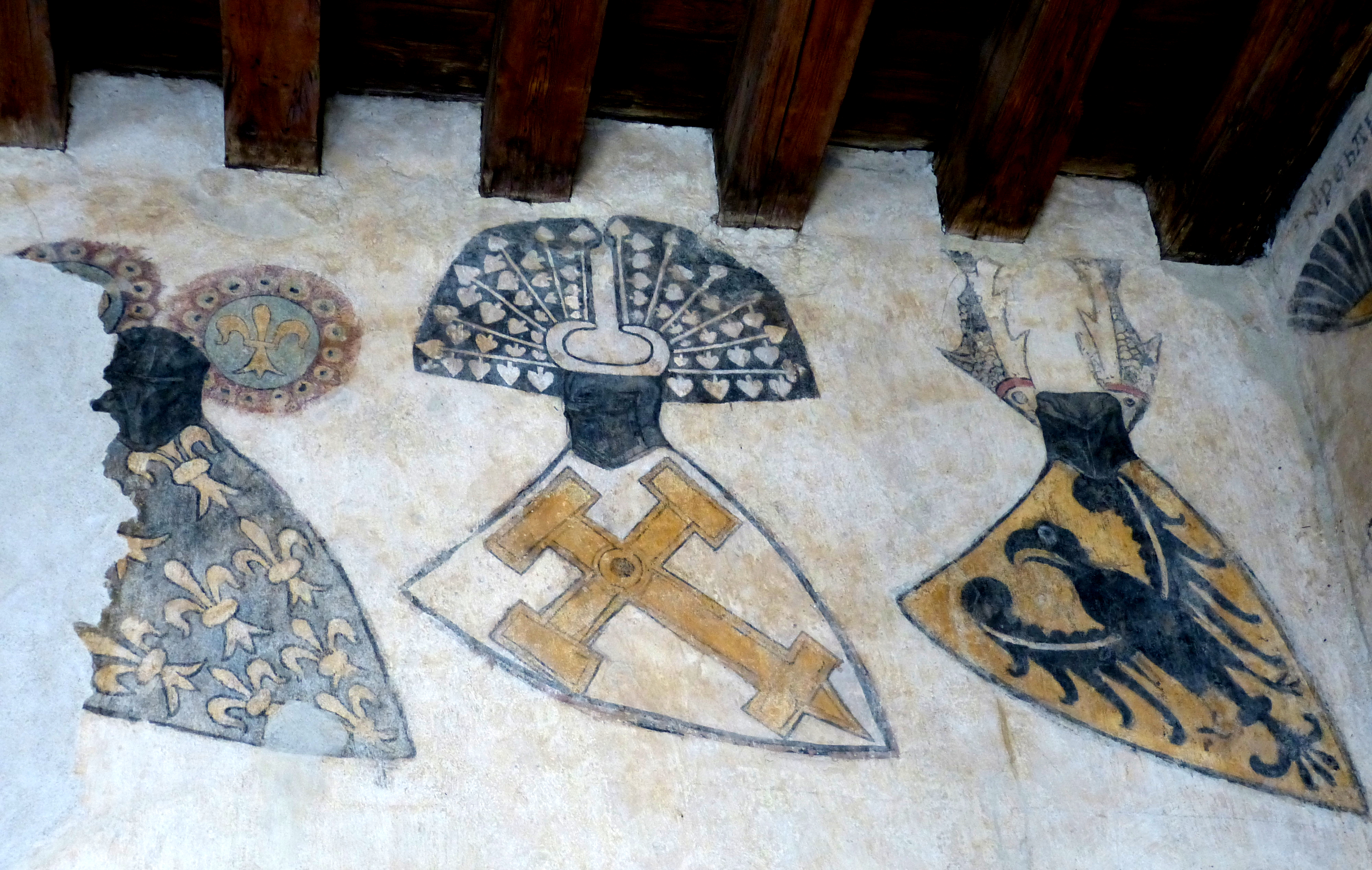
Escudos del Reino de Francia, Reino de Jerusalén y del Sacro Imperio Romano Germánico.
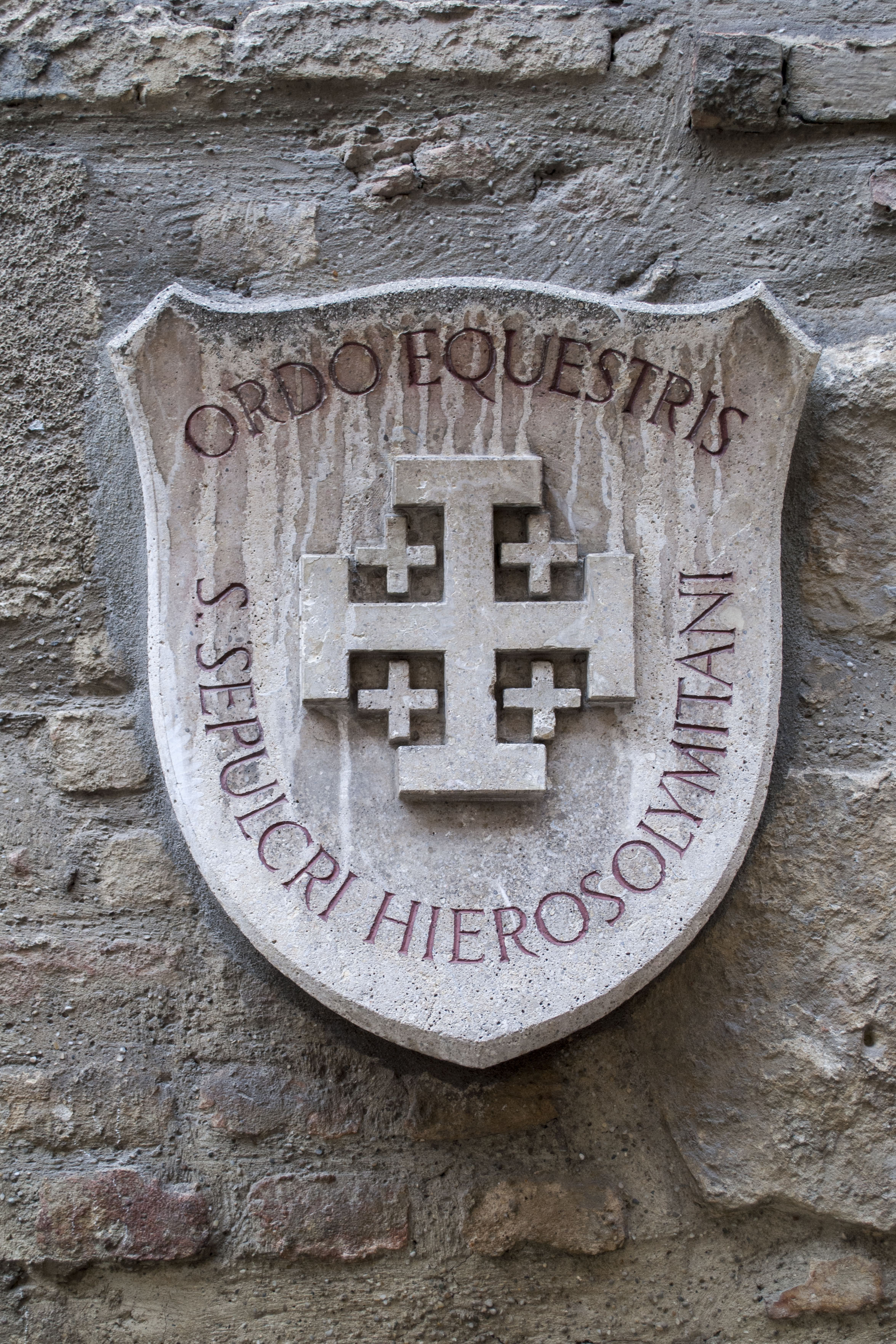
Escudo de la Orden del Santo Sepulcro en los muros de la Ruprechtskirche, en Viena.
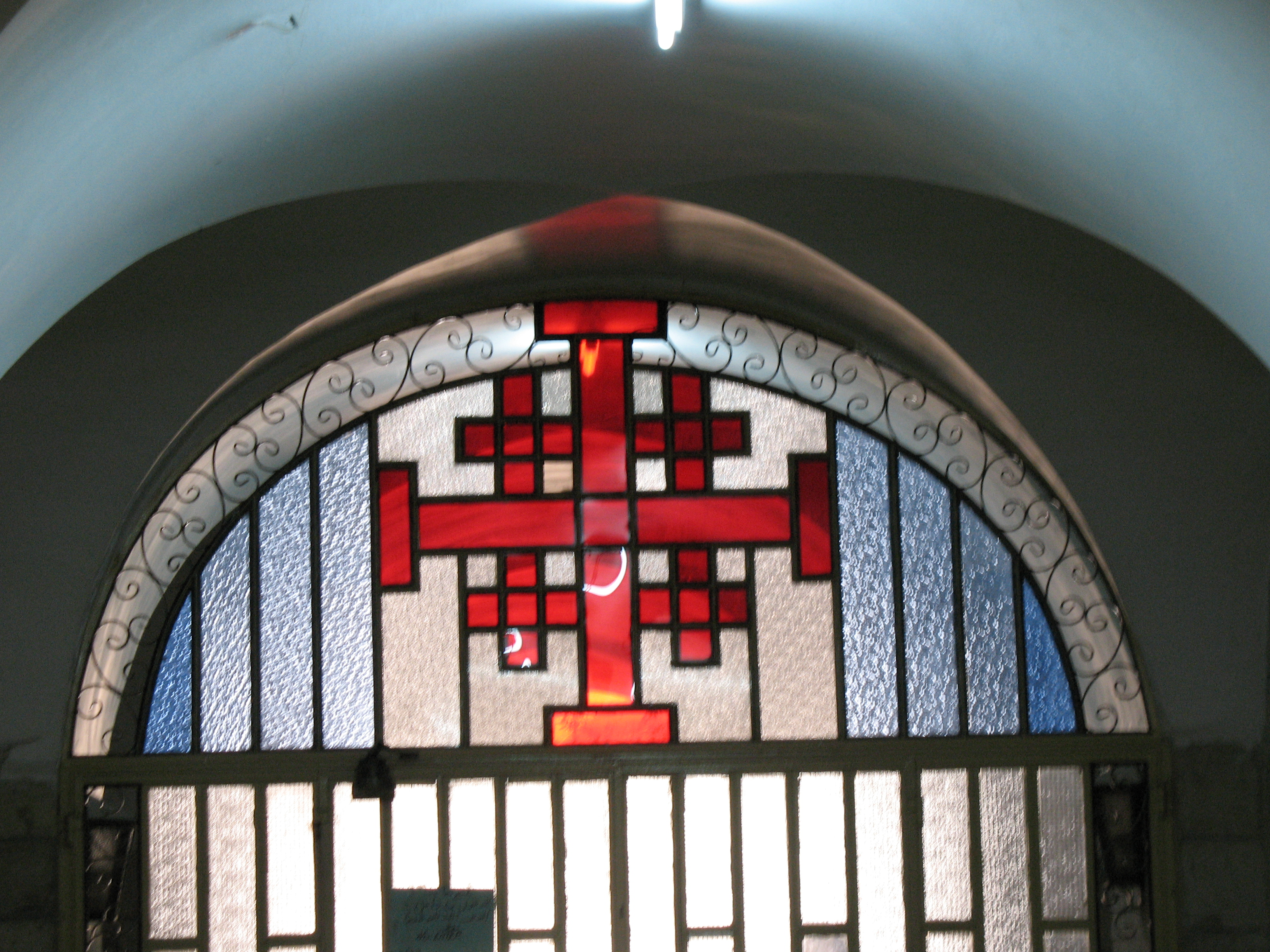
Vidriera con la Cruz de Jerusalén.
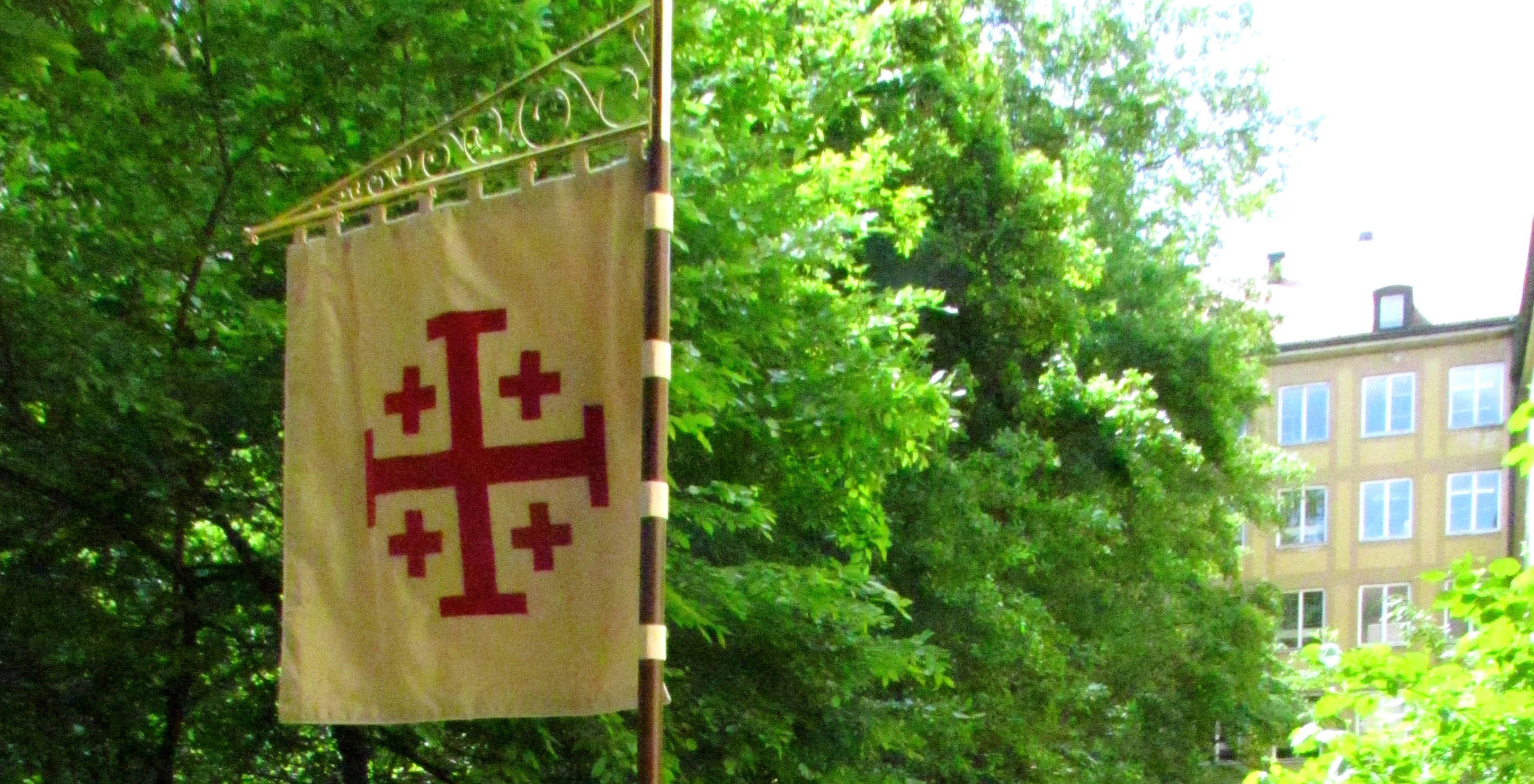
Estandarte con la Cruz de Jerusalén.
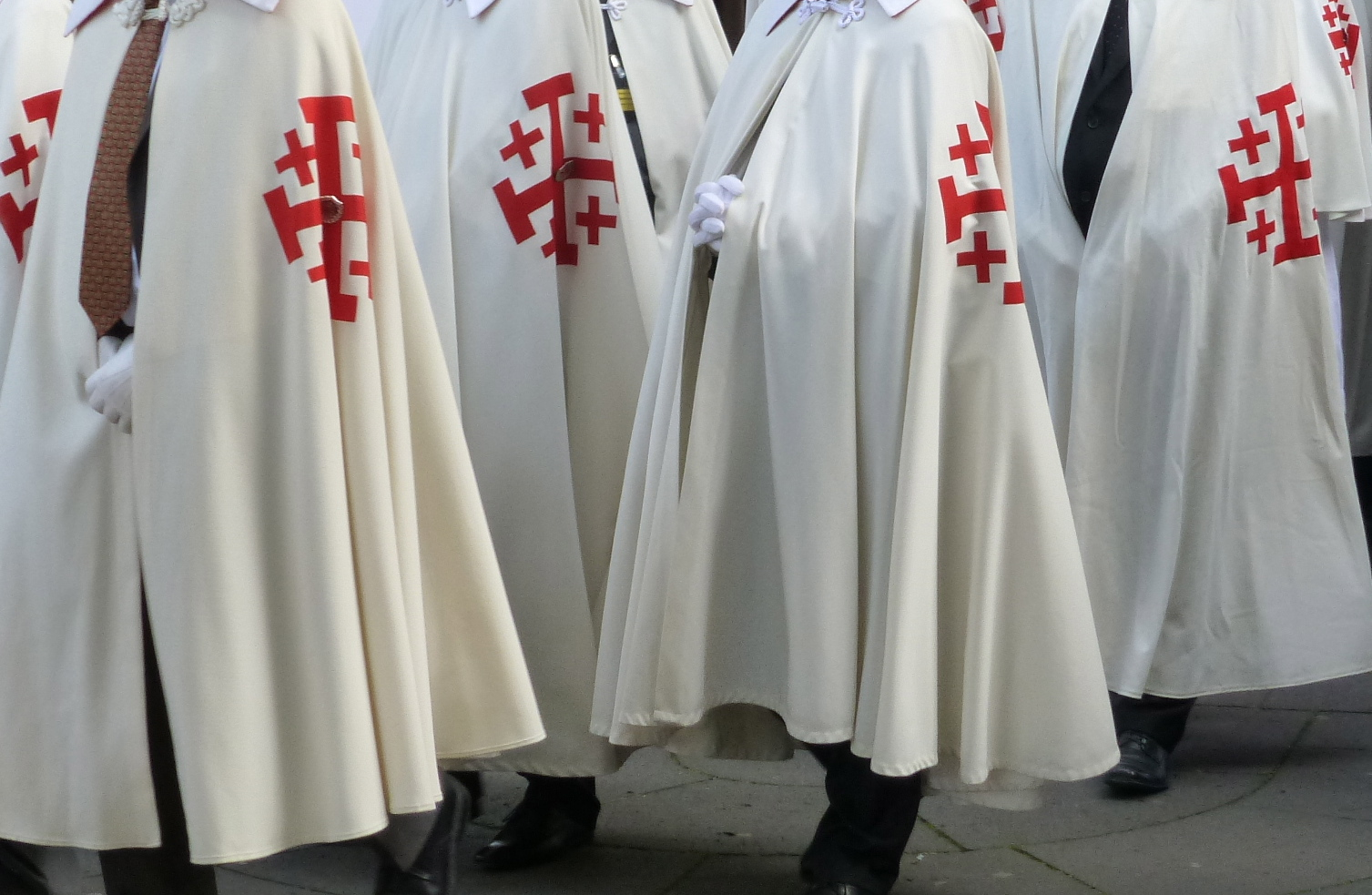
Capas de los miembros de la Orden del Santo Sepulcro.
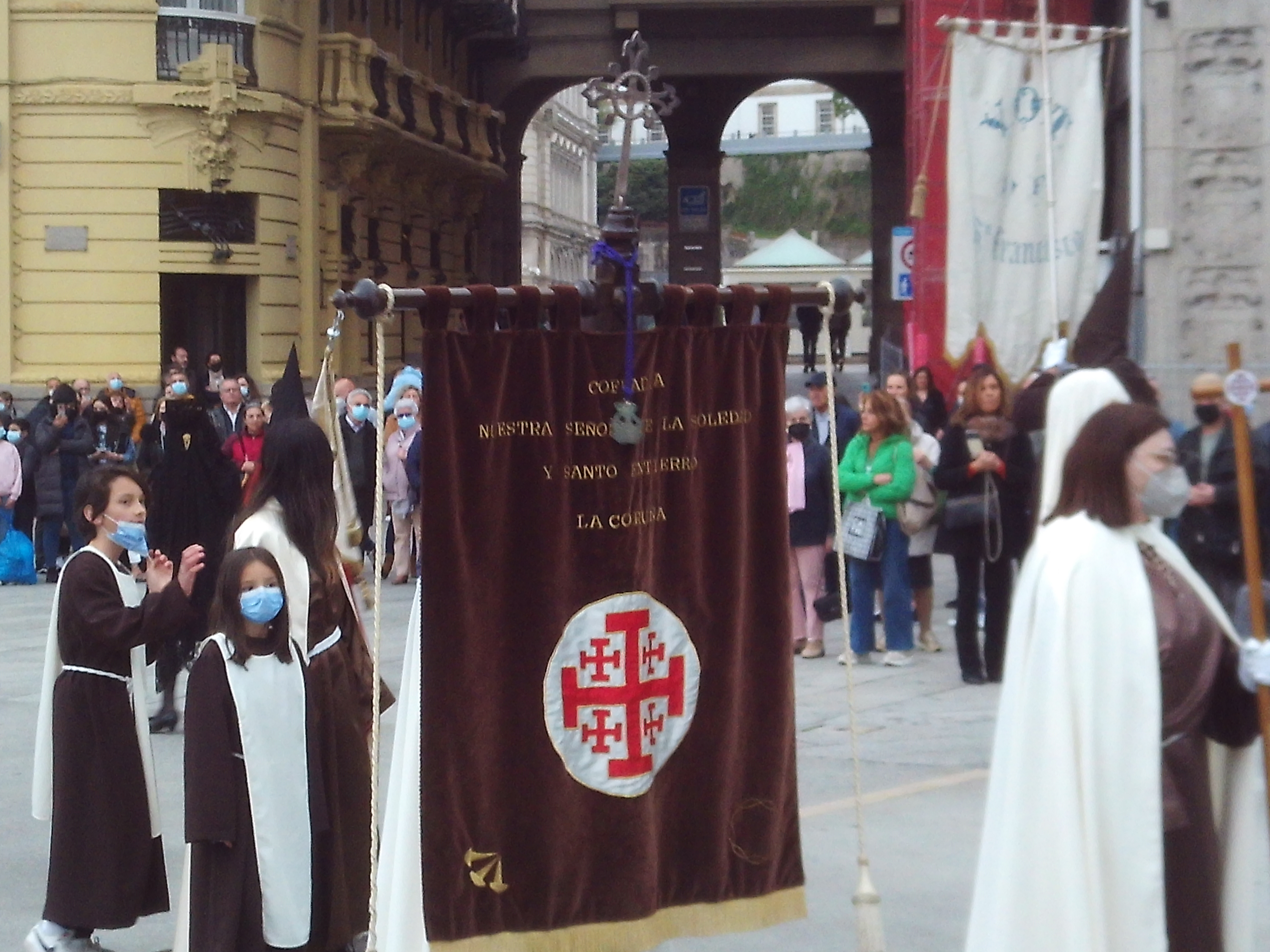
Procesión de Semana Santa en Coruña con la Cruz de Jerusalén

### Variantes

Cruz de Jerusalén (con una cruz potenzada)
Cruz de las Cruzadas
Símbolo Unicode (con una cruz recrucetada)
Cruz de la Orden del Santo Sepulcro de Jerusalén

### Heráldica y vexilología

Escudo del Reino de Jerusalén
Escudo del Imperio Latino
Blasón de Carlos de Anjou, rey de Sicilia, pretendiente al trono de Jerusalén
Escudo de Carlos VIII de Francia
Escudo de Carlos V, emperador romano-germánico, Carlos I como rey de España
Blasón de la Casa de Gonzaga (a partir de 1575)
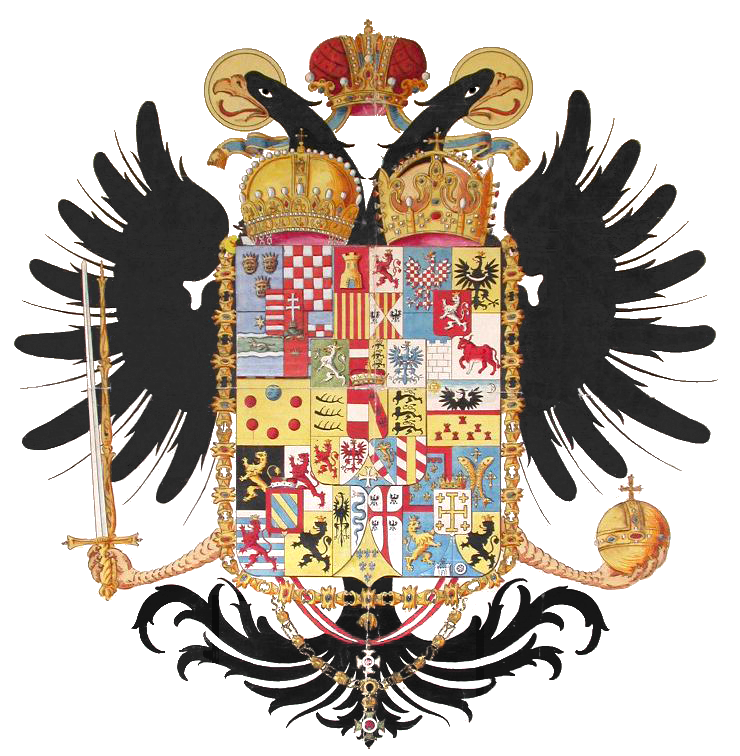
Escudo de José II, emperador romano-germánico
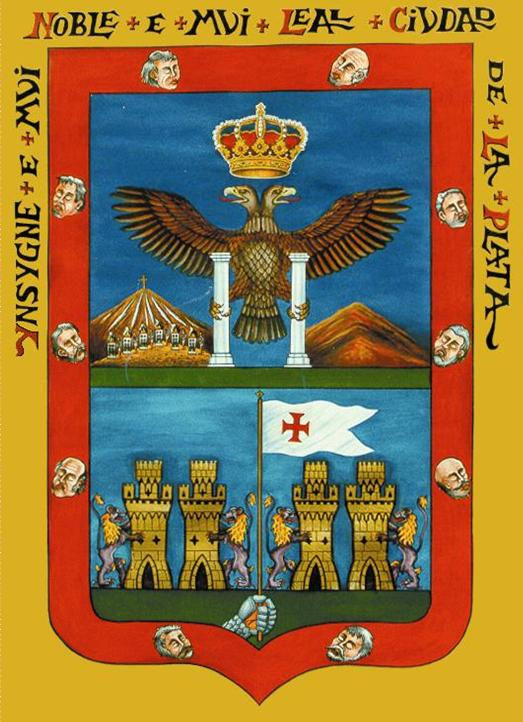
Escudo de Sucre (Bolivia).
Escudo de Armas de Popayán
Armas reales de las Dos Sicilias
Armas reales de España, propuesta efímera de Elías Tormo que se consolidó en el exilio después de 1931
Escudo de la provincia española de Ifni.
Escudo de la isla de Puerto Rico
Escudo de la Orden de Caballería del Santo Sepulcro Jerusalén
Escudo de Jalisco (México)
Bandera de Georgia
Escudo de Guadalajara (Mexico)
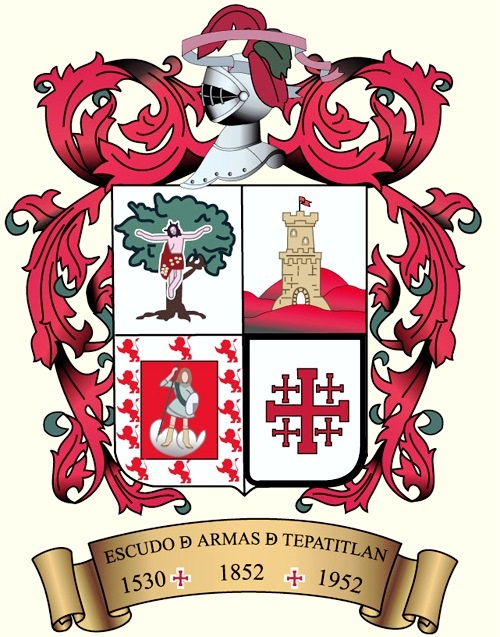
Escudo de Tepatitlán de Morelos
Escudo de San Pedro Tlaquepaque